# Бертольд, Альфонс
Альфонс Бертольд (лив. Alfons Bertholds, 2 апреля 1910, Вайде, Российская империя — 18 июля 1993, Латвия) — ливский поэт и переводчик. Печатался в ливской газете Ливли. Был большим знатоком устного творчества ливов. Начиная со Второй мировой войны и до 1980 года был самым активным ливским писателем.

## Биография
Альфонс Бертольд родился в ливской деревни Вайде, в рыболовецкой семье. Окончил местную школу. Затем учился в университете в Финляндии. Работал до пенсии в рыболовной отрасли. Умер 18 июля 1993 года в Латвии, похоронен в Вайде.